# Термоэлектричество
Термоэлектричество представляет собой совокупность явлений, в которых разница температур создаёт электрический потенциал, или электрический потенциал создаёт разницу температур. В современном техническом использовании термин почти всегда относится вместе к эффекту Зеебека, эффекту Пельтье и эффекту Томсона (термоэлектрические явления). По своей этимологии термин «термоэлектричество» мог бы относиться в целом ко всем тепловым двигателям, используемым для генерации электричества, и всем электрическим нагревателям, производимым огромным числом способов, однако реально использование данного термина в таком широком смысле практически не встречается.
Под термоэлектричеством, таким образом, были объединены явления, описываемые законом Видемана - Франца. Термоэлектричество - это теория электричества, определяющая электропроводность, как частный случай теплопроводности в материалах с низким сопротивлением, высокой плотностью, преимущественно в твердом состоянии. Электрический ток, согласно этой теории - интенсивная передача внутренней энергии и тепла металла, и рассеяние этого тепла. Коэффициент рассеяния обратен коэффициенту полезного действия, и является базовой характеристикой при переходе от термодинамических уравнений состояния к чистой теоретической электромеханике.
В последнее время термоэлектричество применяется всё шире в таких устройствах, как портативные холодильники, кулеры для напитков, охладители электронных узлов, устройства сортировки металлических сплавов и т. д. Один из материалов, наиболее часто применяющихся в подобных устройствах — теллурид висмута Bi2Te3, химическое соединение висмута и теллура.

## Интерес для исследований
В настоящее время есть две главные сферы, в которых термоэлектрические устройства могут использоваться для повышения эффективности использования энергии и/или снижения уровня загрязнения: преобразование отработанного тепла в пригодную для использования энергию и охлаждение.

### Выработка электроэнергии
В транспортных средствах двигатели внутреннего сгорания очень неэффективно используют энергию (потребляют только 20-25 % энергии, произведенной в результате сгорания топлива). Кроме того, вырабатываемая механическая энергия дополнительно расходуется из-за необходимости улучшать рабочие характеристики, применения бортовых средств управления и других современных устройств (контроль устойчивости, телематика, навигационные системы, электронное торможение, и т. д.). Чтобы улучшить КПД по топливу, можно преобразовывать бесполезную (в большинстве случаев) тепловую энергию от двигателя в электрическую и использовать её для питания различных устройств в автомобиле. Термоэлектрические устройства таким образом используются, чтобы преобразовать отработанное тепло в используемую энергию, используя эффект Зеебека.
В настоящее время, некоторые электростанции используют метод, известный как когенерация: в дополнение к произведенной электроэнергии вырабатывается тепло, которое используется в альтернативных целях. Термоэлектричество может найти применение в таких системах. Также термоэлектричество может применяться в системах преобразования солнечной энергии.

### Охлаждение
Термоэлектрические устройства, применимые для охлаждения, используя эффект Пельтье, могут уменьшить выбросы в атмосферу веществ, истощающих озоновый слой. Такие вещества — гидрохлорофтороуглероды и хлорофтороуглероды — долго были в основе технологий охлаждения. Недавно было принято законодательство, регулирующее использование таких химикатов для охлаждения; текущее международное законодательство контролирует объемы этих веществ, и запрещает их производство после 2020 года в развитых странах и после 2030 года в развивающихся. Подобные запреты и обеспокоенность состоянием окружающей среды способствуют разработке эффективных термоэлектрических охлаждающих элементов. Такие элементы могут уменьшить выброс вредных химикатов и работать тише (так как они — твердые тела и не требуют шумных компрессоров). Парокомпрессорные охладители все еще более эффективны чем охладители Пельтье, но они занимают больше места и сложнее в обслуживании. Хотя парокомпрессорные охладители уже начинают уступать по электроёмкости термоэлектрическим охлаждающим устройствам в области средних температур (порядка +5 градусов Цельсия).